# Toraji･Haiji
Toraji·Haiji是傑尼斯事務所旗下傑尼斯娛樂所屬期間限定兩人組合。由「鯉之堀Toraji」（TOKIO的國分太一）和「鯉之堀Haiji」（KinKi Kids的堂本剛）所組成。這是繼J-FRIENDS後，傑尼斯事務所相隔7年後再次推出的跨團體組合。
在這次跨組合組成的團體之後，下一隊同樣跨組合組成的團體是修二與彰。

## 組成起因
這個組合的組成，是因為國分太一和堂本剛在電影《Fantastipo》裡演出之故。電影內容講述哥哥鯉之堀Toraji（國分太一飾）與弟弟鯉之堀Haiji（堂本剛飾）有一天突然被任命當上在日本無人不曉的著名礦泉水品牌「犰狳」的公司社長及總經理。這對兄弟藉由製作廣告和兒童節目而刮起了一陣「犰狳旋風」。
藉著演出此部電影的機會，他們在2004年12月21日以戲中的角色名字組成這個新組合「Toraji·Haiji」，並主唱了與電影同名的主題曲。除此之外，也發行了此電影的幕後製作花絮集『Prologue of Fantastipo』。
這次的演出是兩人自2003年1月J-FRIENDS解散以來相隔兩年的共演。

## 基本資料
- 姓名：鯉之堀Toraji（鯉之堀トラジ）
  - 身份：兄
  - 出生日期：1973年9月2日
  - 血型：O型

- 姓名：鯉之堀Haiji（鯉之堀ハイジ）
  - 身份：弟
  - 出生日期：1978年4月10日
  - 血型：AB型

## 唱片錄

### 單曲
- Fantastipo（2005年1月26日）

### 影像作品
- Prologue of Fantastipo

## 寫真集
- DOUBLE FACE（2005年1月27日）

## 電影
- Fantastipo（2005年2月上映）

## 參閱
- TOKIO
- KinKi Kids
- 修二與彰